# 小林章夫
小林 章夫（こばやし あきお、1949年12月29日 - 2021年8月5日）は、日本の英文学者、英国文化研究家。上智大学名誉教授。

## 人物・経歴
東京都生まれ。上智大学文学部英文学科卒業。1975年、上智大学大学院文学研究科修士課程修了。同博士課程中退。同年、同志社女子大学研究助手。1979年、専任講師。1982年に助教授。1985年、ヨゼフ・ロゲンドルフ賞受賞。1988年に教授。1995年、上智大学文学部英文学科教授。1999年、「憂鬱な詩人 - アレグザンダー・ポープの政治諷刺」で上智大学文学博士。2016年に名誉教授、帝京大学外国語学部長・教授。2020年に定年退職。
2021年8月5日、心不全のため死去。71歳没。

## 著書
※は電子書籍も再刊
- 『コーヒー・ハウス 都市の生活史 - 18世紀ロンドン』（駸々堂出版） 1984。講談社学術文庫 2000※ 
  - 『ロンドンのコーヒー・ハウス』（PHP文庫） 1994※
- 『クラブ 18世紀イギリス - 政治の裏面史』（駸々堂出版） 1985
- 『ロンドン・フェア 18世紀英国風俗事情』（駸々堂出版） 1986
- 『チャップ・ブック 近代イギリスの大衆文化』（駸々堂出版） 1988
  - 改題『チャップ・ブックの世界』（講談社学術文庫） 2007
- 『地上楽園バース リゾート都市の誕生』（岩波書店） 1989
- 『パトロン イギリス文化を支えた人々』（同志社大学出版部） 1990
- 『イギリス紳士のユーモア』（講談社現代新書） 1990。講談社学術文庫 2003※
- 『イギリス貴族』（講談社現代新書） 1991。講談社学術文庫 2022※
- 『ロンドンA to Z』（丸善ライブラリー） 1991
- 『愛すべきイギリス小説』（丸善ライブラリー） 1992。丸善出版 2024※
- 『パブ・大英帝国の社交場』（講談社現代新書） 1992
- 『ブックエンド イギリス史の散歩道』（研究社出版） 1992
- 『イギリスの味わい方』（総合法令） 1994
- 『大英帝国のパトロンたち』（講談社選書メチエ） 1994
- 『イギリスを見に行こう 僕なりの英国観 Eccentric journey』（同文書院） 1994
- 『イギリス精神 「紳士の国」のダンディズム』（PHP研究所） 1994
- 『賭けとイギリス人』（ちくま新書） 1995
- 『イギリス王室物語』（講談社現代新書） 1996
- 『イギリス流「社交」の楽しみ』（PHP研究所） 1996
- 『田園とイギリス人 神が創りし天地で』（日本放送出版協会、NHKブックス） 1997
- 『図説ロンドン都市物語 パブとコーヒーハウス』（河出書房新社） 1998
- 『物語イギリス人』（文春新書） 1998
- 『漱石の「不愉快」 英文学研究と文明開化』（PHP新書） 1998※
- 『イギリス名宰相物語』（講談社現代新書） 1999
- 『ロンドン・シティ物語 イギリスを動かした小空間』（東洋経済新報社） 2000
- 『英文読解力をつける』（ベレ出版） 2000
- 『スコットランドの聖なる石 ひとつの国が消えたとき』（日本放送出版協会、NHKブックス） 2001
- 『イギリス英語の裏表』（ちくま新書） 2001※
- 『うろたえるな! 英国に学ぶ人間形成学』（グラフ社） 2001
- 『イギリス人は何にでも賭ける そのチャレンジング・スピリットの由来』（亜紀書房） 2004
- 『東は東、西は西 イギリスの田舎町からみたグローバリズム』（日本放送出版協会、NHKブックス） 2005
- 『カミラと英国王室』（グラフ社） 2005
- 『召使いたちの大英帝国』（洋泉社新書y） 2005
- 『教育とは - イギリスの学校からまなぶ』（NTT出版） 2005
- 『20世紀イギリス小説 その豊かさを探る』（日本放送出版協会、NHKシリーズ） 2007
- 『イギリスの詩を読んでみよう ナーサリー・ライム、シェイクスピアからワーズワース、そしてエミリー・ブロンテまで』（日本放送出版協会） 2007
- 『おどる民だます国 英国南海泡沫事件顛末記』（千倉書房） 2008.12
- 『エロティックな大英帝国 紳士アシュビーの秘密の生涯』（平凡社新書） 2010.6※
- 『女王、エリザベスの治世』（角川oneテーマ21新書） 2012※

### 共編著
- 『図説 英国庭園物語』（河出書房新社、ふくろうの本） 1998
- 『イギリス英会話を愉しく学ぶ イギリスがわかる30のダイアローグと簡潔な重要表現』（ドミニク・チータム共著、ベレ出版） 2001
- 『イギリス英語を愉しく聞く』（ドミニク・チータム、ベレ出版） 2002
- 『イギリス英語日常会話表現集』（ドミニク・チータム、ベレ出版） 2003※
- 『イングリッシュ・ジョークを愉しむ 英米人のユーモアがわかると英語がもっと愉しめる ジョークを味わう英文エッセー12編』（ドミニク・チータム、ベレ出版） 2005※
- 『翻訳を学ぶ人のために』（安西徹雄, 井上健共編、世界思想社） 2005
- 『本を生きる』（編、上智大学出版） 2008
- 『21世紀イギリス文化を知る事典』（出口保夫, 齊藤貴子共編、東京書籍） 2009.4
- 『シェイクスピア・ハンドブック』（河合祥一郎共編、三省堂） 2010.7
- 『諷刺画で読む十八世紀イギリス ホガースとその時代』（齊藤貴子共著、朝日選書） 2011.12
- 『わが母校上智大学 = Alma Mater:Sophia University :上智大学創立100周年記念事業』（編、Sophia University Press上智大学出版） 2013.11

## 翻訳
- 『科学主義と宗教経験』（R・C・ゼーナー、ぺりかん社） 1976
- 『新しい企業家たちの時代 ニュー・アメリカン・ドリームに学ぶ成功の秘訣』（ジョン・M・カーター, ジョアン・フィーニー、日本実業出版社） 1986
- 『説得の方法 「パワー説得法」であなたの望みどおりに会社・人・部門が動く』（W・D・コプリン、竹内利夫共訳、日本実業出版社） 1987
- 『とびきり哀しいスコットランド史』（フランク・レンウィック・オブ・レイヴンストーン、筑摩書房） 1994。ちくま文庫 1998
- 『看護覚え書き 何が看護であり、何が看護でないか』（フロレンス・ナイチンゲール、竹内喜共訳、うぶすな書院） 1995
- 『フーリガン 最悪の自叙伝』（ミッキー・フランシス, ピーター・ウォルシュ、飛鳥新社） 2001
- 『前代未聞のイングランド 英国内の風変わりな人々』（ジェレミー・パクスマン、筑摩書房） 2001
- 『とびきり可笑しなアイルランド百科』（テリー・イーグルトン、筑摩書房） 2002
- 『「くまのプーさん」を英語で読み直す』（ドミニク・チータム、NHKブックス） 2003
- 『リチューニング英語習得法』（ドミニク・チータム、ちくま新書） 2004
- 『アフター・セオリー ポスト・モダニズムを超えて』（テリー・イーグルトン、筑摩書房） 2005
- 『成長するハリー・ポッター 日本語ではわからない秘密』（ドミニク・チータム、洋泉社） 2005
- 『一八世紀哲学者の楽園』（カール・ベッカー、上智大学出版） 2006
- 『ワイン物語 芳醇な味と香りの世界史』（ヒュー・ジョンソン、平凡社ライブラリー） 2008
- 『アメリカ〈帝国〉の苦境 国際秩序のルールをどう創るのか』（ハロルド・ジェイムズ、人文書館） 2009.3
- 『イギリス詩人伝』（サミュエル・ジョンソン、訳者代表、筑摩書房） 2009.11
- 『フランケンシュタイン』（メアリー・シェリー、光文社古典新訳文庫） 2010.10※
- 『ファニー・ヒル - 快楽の女の回想』（ジョン・クリーランド、平凡社ライブラリー） 2012.1
- 『ご遺体』（イーヴリン・ウォー、光文社古典新訳文庫） 2013.3※
- 『エロティカ・アンソロジー』（編訳、研究社、英国十八世紀文学叢書） 2013.3※

## 監修
- 女王ヴィクトリア 愛に生きる ※NHK放送版

## 出演番組
- NHK英会話『イギリス大好き』(ドミニク・チータムと共演)